# Vladimir Borisovič Kramnik
Vladimir Borisovič Kramnik (in russo Влади́мир Бори́сович Кра́мник?; Tuapse, 25 giugno 1975) è uno scacchista russo, sino al 1992 sovietico.
Dal 2000 al 2006 è stato campione del mondo PCA e, dopo la riunificazione del titolo con la FIDE, dal 13 ottobre 2006 al 1º ottobre 2007, è stato il campione del mondo di scacchi.
Nella lista FIDE di ottobre 2016 ha raggiunto il proprio record personale Elo, con 2817 punti, il nono punteggio più alto di sempre e secondo tra i giocatori russi dopo Garri Kasparov, che all'epoca gli valse il secondo posto del mondo dietro Magnus Carlsen.

## Biografia
Kramnik nasce nella città di Tuapse, sulle rive del Mar Nero. Da bambino studia nella scuola di scacchi fondata da Michail Botvinnik. Il suo primo risultato di spicco in un grande torneo fu la medaglia d'oro vinta come prima riserva della squadra russa alle Olimpiadi degli scacchi del 1992, tenutesi a Manila. A quell'epoca la sua selezione nella squadra provocò qualche controversia in Russia, Vladimir era solo sedicenne e non aveva ancora ottenuto il titolo di Grande Maestro Internazionale, ma la sua scelta venne appoggiata da Garri Kasparov. Concluse il torneo con otto vittorie, una patta e nessuna sconfitta.
L'anno seguente, Kramnik disputò un torneo molto quotato a Linares. Finì quinto, battendo l'allora numero tre del mondo, Vasyl' Ivančuk. A questo fecero seguito una serie di buoni risultati, ma dovette aspettare fino al 1995 per la sua prima vittoria in un grande torneo disputato con la cadenza classica, quando vinse a Dortmund, terminando il torneo imbattuto.
Kramnik continuò a produrre buoni risultati, tra cui le vittorie a Dortmund, da solo o a pari merito, nel 1996, 1997 e 1998.

### I match mondiali
Nel 2000, Kramnik gioca un incontro in 16 partite contro Garri Kasparov a Londra, incontro che venne definito come campionato del mondo e ampiamente accettato come tale, secondo una tradizione che risale fino a Wilhelm Steinitz. Kramnik iniziò il match come sfavorito ma, rispolverando la difesa berlinese contro l'apertura spagnola, variante considerata all'epoca inferiore, mise in difficoltà Kasparov. Il campione del mondo sembrò impotente contro quell'apertura, tanto da offrire patta nella tredicesima partita dopo sole 14 mosse pur essendo in svantaggio di due punti. Col bianco Kramnik aveva inflitto due sconfitte a Kasparov, nella seconda e nella decima partita. Alla fine Kramnik vinse il match per 8.5 a 6.5 senza perdere una partita.
Nella seconda metà del 2004 difende il Titolo di campione del mondo "classico" in Brissago pareggiando per 7-7 il match con lo sfidante, Péter Lékó. Partito da grande favorito, Kramnik passa in vantaggio vincendo la prima partita ma subisce la rimonta dell'ungherese perdendo la quinta e l'ottava partita. In una drammatica quattordicesima partita Kramnik affronta in maniera aggressiva la Caro-Kann impostata dallo sfidante che sarà costretto ad abbandonare alla quarantunesima mossa. Grazie al regolamento della sfida, pareggiando il match il Campione mantiene il titolo.
Nell'ottobre 2006 affronta ad Ėlista in Russia Veselin Topalov in un incontro valido per la riunificazione del titolo di campione del mondo. Dopo aver vinto le prime due partite Kramnik sembra avviato ad una facile vittoria ma, nella migliore delle tradizioni dei match mondiali, la sfida si sposta sul terreno della lotta fuori dalla scacchiera. Il Team di Topalov accusa Kramnik di usare il bagno (unico luogo non sorvegliato della sede di gioco) troppo spesso e chiede agli organizzatori di modificare le regole del match. In caso contrario minaccia di ritirarsi e di non giocare la 5ª partita. Le richieste vengono parzialmente accettate dal Comitato di Appello della Fide e, per protesta, Kramnik non si presenta per disputare la quinta partita venendo dichiarato sconfitto a forfait.
Il caso, che prenderà il nome di "Toiletgate", rischia di far saltare il match di riunificazione e solo dopo l'intervento del Presidente della FIDE Kirsan Iljumžinov l'incontro riprende dopo qualche giorno d'interruzione. Ma il match prende un'altra piega da quella iniziale e Topalov vince l'ottava e la nona partita. La reazione di Kramnik, aiutato da un grossolano errore di Topalov, è immediata nella decima partita ed il match torna in perfetta parità. Dopo due patte l'incontro termina senza un vincitore e si deve ricorre agli spareggi rapidi nei quali Kramnik s'impone per 2,5 a 1,5. Dopo 13 anni dalla scissione di Kasparov, il mondo ha di nuovo un solo campione.
Gli accordi della riunificazione prevedevano, però, che se Kramnik avesse vinto avrebbe rimesso in palio il suo titolo in un torneo ad otto. Il 1º ottobre 2007, a Città del Messico la sfida mondiale si conclude con la vittoria di Viswanathan Anand, proprio davanti a Kramnik. Sempre in base agli accordi presi precedentemente, se Kramnik avesse perso il titolo nel torneo ad otto avrebbe avuto il diritto di essere il primo sfidante del nuovo campione del mondo. Nell'ottobre del 2008 il match con Anand si disputa a Bonn, in Germania, e Kramnik viene nettamente sconfitto per 6,5 a 4,5.

### La carriera da campione del mondo

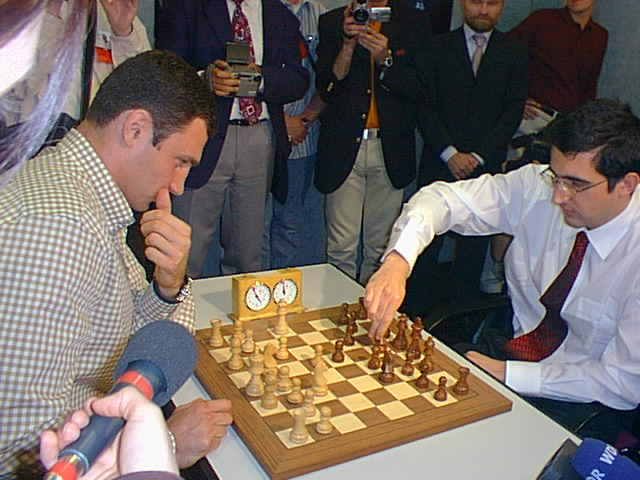
Nel 2002 durante un'esibizione a gioco rapido contro il Campione di pugilato Vitali Klitschko.

Nel corso di questi anni Kramnik, dall'aprile 2001 al gennaio 2004, è stato il numero 2 al mondo nelle liste Elo FIDE dietro Kasparov, raggiungendo il suo massimo nell'ottobre 2002 con un punteggio di 2809.
Nel 2000 e Nel 2006 gli viene assegnato l'Oscar degli scacchi, premio internazionale assegnato dalla rivista 64 dato al miglior giocatore di scacchi dell'anno.
Nel febbraio 2004 Kramnik vinse il torneo di Linares, per la prima volta da solo in testa alla classifica, finendo imbattuto davanti a Garri Kasparov, numero uno del mondo, con il quale aveva condiviso il titolo nel 2000.
Nelle Olimpiadi degli scacchi del 2006  di Torino vince la Medaglia d'Oro per la migliore performance (2.847) e, sempre nello stesso anno, vince di nuovo il torneo di Dortmund.

### Le sfide contro i programmi di scacchi

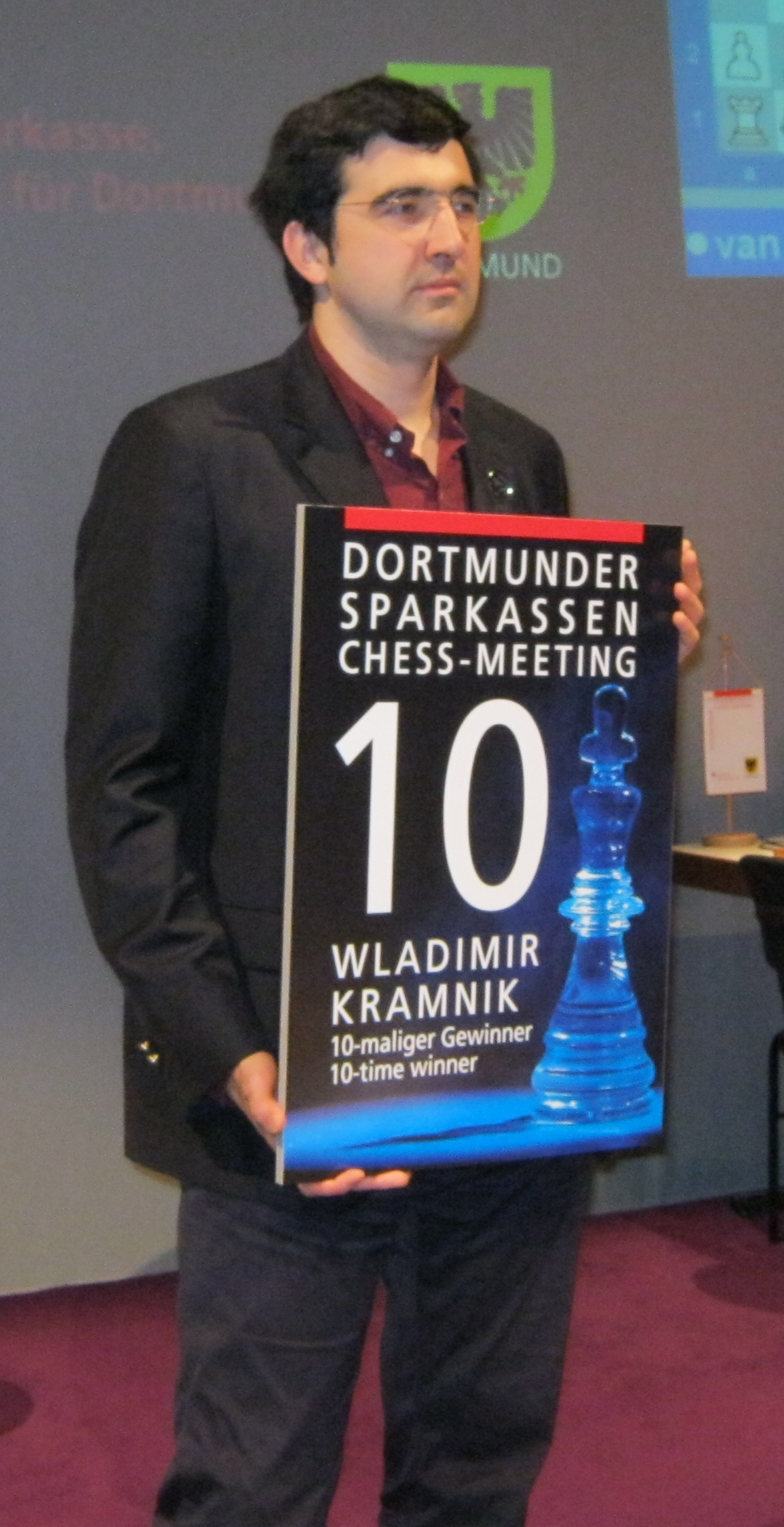
Nel 2011, in occasione della sua decima vittoria al Torneo di Dortmund

Nell'ottobre 2002, Kramnik gareggiò nel Brains in Bahrain, un incontro in otto partite contro il programma per scacchi Deep Fritz 7. Kramnik iniziò bene, prendendosi un vantaggio di 3 a 1 dopo quattro partite. Nella quinta gara Kramnik perse un cavallo in una posizione che avrebbe probabilmente portato alla patta. Si arrese rapidamente, e si arrese anche nella sesta partita, anche se un'analisi successiva mostrò che con un gioco perfetto, avrebbe potuto essere in grado di pareggiare. Le ultime due partite finirono in patta e l'incontro anche, con il punteggio di 4 a 4.
Nel 2006 Kramnik, da campione del mondo "unificato" affronta a Bonn di nuovo il programma Deep Fritz, questa volta nella versione numero 10. Dopo aver pattato la prima partita, Kramnik in una posizione pari commette quello che senz'altro può essere considerato il più grosso errore della sua carriera, non vedendo uno scacco matto in una mossa. Dopo aver pattato le successive tre partite, Kramnik con il bianco proverà a pareggiare il match, finendo con il perdere la sesta partita e la sfida per 4 a 2.

### Le vittorie dopo la perdita del titolo
Da gennaio 2008 è stato per un trimestre numero 1 al mondo nelle liste Elo FIDE. Nel 2009 ha vinto per la nona volta, in luglio, il torneo di Dortmund, e in novembre per la seconda volta il Mikhail Tal Memorial. Nel 2010 ha vinto in Bilbao la terza Finale del Grande Slam davanti al campione del mondo Viswanathan Anand e al numero uno al mondo Magnus Carlsen. Il 2011 è di nuovo un anno d'oro, con la decima vittoria nel torneo di Dortmund., la vittoria del "Crown Group" del torneo di Hoogeeven e la vittoria davanti a Carlsen e Hikaru Nakamura nella terza edizione del London Chess Classic,
Nel 2013 sfiora la possibilità di competere nel Match del Campionato del mondo di scacchi 2013 arrivando secondo dietro Magnus Carlsen a Londra nel Torneo dei Candidati solo per lo spareggio tecnico (maggior numero di vittorie). Nel settembre 2013 vince la Coppa del Mondo, qualificandosi grazie a questo risultato per il torneo dei candidati del Campionato del mondo di scacchi 2014 di Chanty-Mansijsk, dove si classificherà terzo dietro Viswanathan Anand e Sergej Karjakin. Nel dicembre 2013 vince ad Antalya con la Russia il campionato del mondo per nazioni.
Nel settembre 2016 vince la Medaglia d'Oro individuale alle Olimpiadi scacchistiche con la squadra della Russia; ha giocato in seconda scacchiera e ottenuto 7.5 punti. Nel maggio 2017 vince il Campionato russo a squadre con il team della Siberia.. Nel dicembre dello stesso anno si esibisce in una simultanea su 30 scacchiere a Ginevra, vincendo 29,5/0,5 Ha ottenuto l'accesso al torneo dei candidati al titolo mondiale, che si è giocato a Berlino dal 9 al 28 marzo 2018, grazie all'invito degli organizzatori e si è infine qualificato 5º.

### Ritiro ed eventi successivi
Il 29 gennaio 2019, a breve distanza dalla sua partecipazione al Torneo Wijk aan Zee conclusasi all'ultimo posto con 4,5 su 13, ha annunciato la fine della sua carriera professionale. Ha dichiarato che giocherà probabilmente in eventi rapid e blitz e che ha intenzione di tenere simultanee. Ha infatti disputato in agosto l'evento blitz del Levitov Chess Week, concludendolo 1º per spareggio tecnico (vittoria nello scontro diretto) su Anand con 5 su 7 e in dicembre il Mondiale blitz che lo ha visto chiudere 3º alle spalle di Magnus Carlsen e Hikaru Nakamura. Del novembre 2020 è invece la vittoria nel Razuvaev Memorial, dedicato a Jurij Razuvaev, evento giocato online alla cadenza 5+3: dopo aver chiuso il girone eliminatorio al 2º posto con 5 su 7 alle spalle di Evgenij Tomaševskij, il già campione si è imposto nella finale per 1,5 su 2. Nel giugno 2021 prende parte come wild card alla sezione blitz del Paris Rapid & Blitz, che chiude all'ultimo posto con 5 su 18 (+2 =6 -10).